# Завод-BMW у Штайрі
Завод BMW у Штайрі (сьогодні власне позначення: завод BMW Group Steyr), яким керує BMW Motoren GmbH, що базується там, є найбільшим заводом з виробництва двигунів і дизельним центром компетенції виробника автомобілів BMW. Зараз завод виробляє понад мільйон двигунів на рік. Він був заснований в 1979 році і почав виробництво в 1982 році. У 2016 році на заводі BMW Group у Штайрі було вироблено 1 261 499 двигунів.
Завод розташований на місці колишнього Заводу-Штайр і вийшов із підрозділу двигунобудування Steyr-Daimler-Puch AG.
Більше половини всіх автомобілів BMW Group оснащені двигунами, виробленими в Штайрі. Штайр також поставляв двигуни Lincoln Motor Company, Land Rover, Opel і Toyota.
Завод Штайр також виробляє компоненти для електричних моделей BMW (HEAT – Highly-integrated Electric Drive Train).
Центр розробки BMW (близько 700 співробітників) також розташований на території заводу. На додаток до розробки дизельних двигунів також розробляються електроприводи для великосерійних невеликих серій транспортних засобів, а також зарядне обладнання та системи охолодження для електромобілів.

## Двигуни
| Двигун | Об'єм  | Циліндр | Потужність                 | Роки будівництва |
| ------ | ------ | ------- | -------------------------- | ---------------- |
| B38    | 1497cc | 3       | 55-170 кВт (75-231 к.с.)   | з 09.2013р       |
| N20    | 1997cc | 4       | 115-180 кВт (156-245 к.с.) | з 03.2011р       |
| B48    | 1998cc | 4       | 135-190 кВт (184-258 к.с.) | з 09.2013р       |
| N54    | 2979cc | 6       | 225-294 кВт (306-400 к.с.) | з 2006 року      |
| N55    | 2979cc | 6       | 225-250 кВт (306-340 к.с.) | з 11/2009        |
| S55    | 2979cc | 6       | 317 кВт (431 к.с.)         | з 2014 року      |
| B58    | 2998cc | 6       | 240-275 кВт (326-374 к.с.) | з 04.2015р       |

| Двигун | Об'єм       | Циліндр | Потужність                 | Роки будівництва |
| ------ | ----------- | ------- | -------------------------- | ---------------- |
| B37    | 1496cc      | 3       | 70-85 кВт (95-116 к.с.)    | з 09.2013р       |
| N47    | 1598-1995cc | 4       | 70-160 кВт (95-218 к.с.)   | з 2007 року      |
| B47    | 1995cc      | 4       | 85-170 кВт (116-231 к.с.)  | з 04.2014р       |
| N57    | 2993cc      | 6       | 150-280 кВт (204-381 к.с.) | з 09.2008р       |
| B57    | 2993cc      | 6       | 195-294 кВт (265-400 к.с.) | з 06.2015р       |

## Колишні виробництва
- М20
- M21
- M40
- M41
- M42
- M43
- M44
- M47
- М50
- M51
- M52
- M54
- M56
- M57
- N52
- N53